# Nicolò Martinenghi
Nicolò Martinenghi (Varese, 1 de agosto de 1999) é um nadador italiano, medalhista olímpico.

## Carreira
Martinenghi conquistou a medalha de bronze nos Jogos Olímpicos de Verão de 2020 em Tóquio na prova de 100 m peito masculino com o tempo de 58.33. Ele também conseguiu o bronze no revezamento 4×100 m medley masculino, ao lado de Thomas Ceccon, Federico Burdisso e Alessandro Miressi, com a marca de 3:29.17.